# Championnat de France de basket-ball en fauteuil roulant 2016-2017
Navigation
Saison 2015-2016 Saison 2017-2018
Le championnat de France de basket-ball en fauteuil roulant de Nationale A 2016-2017 est la 49e édition de cette compétition. Hyères en est le tenant du titre.
Participent à cette édition, les huit premiers de la saison régulière du championnat de Nationale A 2015-2016, le champion de France de Nationale B 2015-16 (Lannion) et le vice-champion (St-Avold). 
À l'issue de la saison régulière, les quatre premières équipes au classement sont qualifiées pour les playoffs. Le vainqueur de ces playoffs est désigné « Champion de France de Nationale A ». Les équipes classées neuvième et dixième sont reléguées en Nationale B.

## Clubs engagés pour la saison 2016-2017
| \| Lannion St-Avold Meaux Thonon Hyères Le Cannet Bordeaux Toulouse Le Puy Marseille \| Localisation des clubs engagés dans le championnat. |
| Lannion St-Avold Meaux Thonon Hyères Le Cannet Bordeaux Toulouse Le Puy Marseille                                                           |

Les huit premiers du championnat de Nationale A 2015-2016, ainsi que le champion de France de Nationale B 2015-2016 et son dauphin (Lannion et Saint-Avold) participent à la compétition.
Les huit premiers à l'issue de la phase aller de la saison régulière sont qualifiés pour les plateaux des quarts et demi-finales de la Coupe de France 2017.
Les quatre premiers à l'issue de la saison régulière disputent les playoffs pour déterminer le champion de France de Nationale A 2016-2017. Les deux derniers descendent en Nationale B pour la saison suivante.

## Saison régulière

### Tableau synthétique des résultats
| Résultats (dom.\ext.)                                              | BOR    | HYE    | LAN   | CAN   | PUY   | MAR   | MEA   | SAV   | THO   | TOU   |
| Bordeaux                                                           | XX-XX  | 55-75  | 53-72 | 57-81 | 41-71 | 61-64 | 58-79 | 43-90 | 85-48 | 78-83 |
| Hyères T                                                           | 105-31 | XX-XX  | 91-60 | 76-78 | 73-48 | 99-61 | 72-55 | 77-35 | 85-42 | 92-63 |
| Lannion P                                                          | 77-38  | 78-80  | XX-XX | 53-86 | 61-72 | 72-63 | 60-69 | 70-83 | 56-63 | 71-61 |
| Le Cannet C                                                        | 82-43  | 88-73  | 81-58 | XX-XX | 86-54 | 87-42 | 84-86 | 82-64 | 80-43 | 87-42 |
| Le Puy en Velay                                                    | 20-0   | 69-47  | 67-60 | 65-74 | XX-XX | 52-44 | 61-59 | 72-69 | 69-45 | 58-47 |
| Marseille                                                          | 73-52  | 56-72  | 66-57 | 57-78 | 47-62 | XX-XX | 39-76 | 48-55 | 73-56 | 73-63 |
| Meaux F                                                            | 71-56  | 70-49  | 83-54 | 70-67 | 65-51 | 66-42 | XX-XX | 72-53 | 74-54 | 74-54 |
| Saint-Avold P                                                      | 79-40  | 72-99  | 67-61 | 59-70 | 64-73 | 79-59 | 78-91 | XX-XX | 62-41 | 88-66 |
| Thonon                                                             | 79-39  | 58-100 | 53-70 | 48-78 | 59-76 | 53-62 | 43-80 | 44-59 | XX-XX | 47-57 |
| Toulouse                                                           | 77-55  | 45-79  | 71-78 | 45-95 | 66-78 | 66-65 | 51-88 | 43-69 | 77-60 | XX-XX |
| - Victoire à domicile - Victoire à l'extérieur - Match non disputé |        |        |       |       |       |       |       |       |       |       |

Note : L'équipe jouant à domicile est indiquée dans la colonne de gauche et l'équipe se déplaçant sur la première ligne.
La rencontre de la 7e journée opposant Saint-Avold à Thonon est donnée gagnée par pénalité aux Naboriens.

### Classement de la saison régulière
| Rang | Équipe                         | Pts    | J  | G  | P  | Pp   | Pc   | Diff |
| ---- | ------------------------------ | ------ | -- | -- | -- | ---- | ---- | ---- |
| 1    | CS Meaux F (2v-0d)             | 34     | 18 | 16 | 2  | 1328 | 1026 | 302  |
| 2    | Hornets Le Cannet C (0v-2d)    | 34     | 18 | 16 | 2  | 1464 | 1035 | 429  |
| 3    | Hyères HC T (1v-1d, +3)        | 32     | 18 | 14 | 4  | 1444 | 1064 | 380  |
| 4    | Le Puy en Velay HB (1v-1d, -3) | 32     | 18 | 14 | 4  | 1118 | 1007 | 111  |
| 5    | CH Saint-Avold P               | 28     | 18 | 10 | 8  | 1165 | 1110 | 55   |
| 6    | CTH Lannion P (1v-1d, +0)      | 24     | 18 | 6  | 12 | 1168 | 1247 | -79  |
| 7    | HSB Marseille (1v-1d, +0)      | 24     | 18 | 6  | 12 | 1034 | 1206 | -172 |
| 8    | Toulouse IC                    | 23     | 18 | 5  | 13 | 1077 | 1335 | -258 |
| 9    | Thonon CH                      | ' 19R' | 18 | 2  | 15 | 895  | 1222 | -327 |
| 10   | Léopards de Guyenne Bordeaux   | 18     | 18 | 1  | 16 | 885  | 1326 | -441 |

| Légende :                                                         |
| - Qualification pour les Play-offs                                |
| - Relégation en Nationale B                                       |
| T : Champion de France de Nationale A 2015-2016 (tenant du titre) |
| F : Finaliste 2015-2016                                           |
| P : Promus de Nationale B 2015-2016                               |
| C : Vainqueur de la Coupe de France 2016                          |
| 0                                                                 |
| Sources : france-handibasket.fr ffbb.com                          |

Note : Les quatre premiers sont qualifiés pour les play-offs. Les deux derniers sont relégués en Nationale B.
* La rencontre de la 7e journée opposant Saint-Avold à Thonon est donnée gagnée par pénalité aux Naboriens sur le score de 2-0.
Le forfait de Bordeaux au Puy lors de la dernière journée donne 0 point au classement pour les Girondins.
Évolution du leader du classement
| Clubs \ Journées | 1  | 2  | 3  | 4  | 5  | 6  | 7  | 8  | 9  | 10 | 11 | 12 | 13 | 14 | 15 | 16 | 17 | 18 | Journées en tête | Journées relégable |
| ---------------- | -- | -- | -- | -- | -- | -- | -- | -- | -- | -- | -- | -- | -- | -- | -- | -- | -- | -- | ---------------- | ------------------ |
| Bordeaux         | 8  | 8  | 10 | 10 | 10 | 10 | 10 | 10 | 10 | 10 | 10 | 10 | 10 | 10 | 10 | 10 | 10 | 10 |                  | 16                 |
| Hyères T         | 2  | 1  | 1  | 2  | 2  | 1  | 1  | 1  | 2  | 2  | 2  | 2  | 2  | 3  | 3  | 3  | 3  | 3  | 5                |                    |
| Lannion P        | 3  | 6  | 6  | 6  | 4  | 6  | 7  | 7  | 6  | 6  | 6  | 6  | 6  | 6  | 6  | 6  | 6  | 6  |                  |                    |
| Le Cannet C      | 1  | 2  | 2  | 1  | 1  | 3  | 3  | 3  | 1  | 1  | 1  | 1  | 1  | 1  | 2  | 2  | 2  | 2  | 9                |                    |
| Le Puy en Velay  | 7  | 7  | 9  | 8  | 7  | 4  | 4  | 4  | 4  | 4  | 4  | 4  | 4  | 4  | 4  | 4  | 4  | 4  |                  | 1                  |
| Marseille        | 10 | 10 | 8  | 9  | 8  | 5  | 6  | 6  | 7  | 7  | 8  | 7  | 7  | 7  | 7  | 7  | 7  | 7  |                  | 3                  |
| Meaux F          | 4  | 4  | 3  | 3  | 3  | 2  | 2  | 2  | 3  | 3  | 3  | 3  | 3  | 2  | 1  | 1  | 1  | 1  | 4                |                    |
| Saint-Avold P    | 9  | 9  | 5  | 7  | 9  | 7  | 5  | 5  | 5  | 5  | 5  | 5  | 5  | 5  | 5  | 5  | 5  | 5  |                  | 3                  |
| Thonon           | 6  | 5  | 7  | 5  | 5  | 9  | 9  | 9  | 9  | 9  | 9  | 9  | 9  | 9  | 9  | 9  | 9  | 9  |                  | 13                 |
| Toulouse         | 5  | 3  | 4  | 4  | 6  | 8  | 8  | 8  | 8  | 8  | 7  | 8  | 8  | 8  | 8  | 8  | 8  | 8  |                  |                    |

| Légende :                                |
| - Leader du classement                   |
| - Qualifiés pour le final four           |
| - Relégués en Nationale B                |
| 0                                        |
| Sources : france-handibasket.fr ffbb.com |

### Meilleur marqueur par journée
| Journée | Joueur                   | Équipe       | Points |
| ------- | ------------------------ | ------------ | ------ |
| 1       |                          |              |        |
| 5       | Nicolas Jouanserre (1/2) | Hyères (1/2) | 28     |
| 6       | Ondrej Pliska (1/1)      | Meaux (1/1)  | 27     |
| 7       |                          |              |        |
| 8       | Nicolas Jouanserre (2/2) | Hyères (2/2) | 36     |

## Play-offs

### Tableau des playoffs
|  | Demi-finales       | Demi-finales      |                        |    | Finale | Finale |
|  | Demi-finales       | Demi-finales      |                        |    | Finale | Finale |
|  |                    |                   |                        |    |        |        |
|  |                    |                   |                        |    |        |        |
|  |                    |                   |                        |    |        |        |
|  | CS Meaux BF        | 54                |                        |    |        |        |
|  | CS Meaux BF        | 54                |                        |    |        |        |
|  | AH Le Puy-en-Velay | 42                |                        |    |        |        |
|  | AH Le Puy-en-Velay | 42                | CS Meaux BF            | 79 |        |        |
|  |                    |                   | CS Meaux BF            | 79 |        |        |
|  |                    | Hornets Le Cannet | 78                     |    |        |        |
|  | Hyères HC          | Hornets Le Cannet | 78                     | 70 |        |        |
|  | Hyères HC          |                   |                        | 70 |        |        |
|  | Hornets Le Cannet  | 71                |                        |    |        |        |
|  | Hornets Le Cannet  | 71                | Match pour la 3e place |    |        |        |
|  |                    |                   |                        |    |        |        |
|  |                    |                   |                        |    |        |        |
|  |                    |                   |                        |    |        |        |
|  | Hyères HC          | 72                |                        |    |        |        |
|  | Hyères HC          | 72                |                        |    |        |        |
|  | AH Le Puy-en-Velay | 75                |                        |    |        |        |
|  | AH Le Puy-en-Velay | 75                |                        |    |        |        |

Demi-finales
| 13 mai 2017 15h00 |                                                  | Hyères HC | 70-71                                    | Hornets Le Cannet |  | Complexe Sports Académie Montévrain |
| 13 mai 2017 15h00 | Score par quart-temps : 21-24, 22-16, 9-23, 18-8 |           |                                          |                   |  | Complexe Sports Académie Montévrain |
| 13 mai 2017 15h00 | Score par mi-temps : 43-40, 27-31                |           |                                          |                   |  | Complexe Sports Académie Montévrain |
| 13 mai 2017 15h00 | N. Jouanserre 18 D. Mosler 16 I. Toscano 15      | Points    | A. Ramonet 26 H. Belaïd 16 C. Carlier 15 |                   |  | Complexe Sports Académie Montévrain |

| 13 mai 2017 17h30 |                                                   | CS Meaux BF | 54-42                                  | AH Le Puy-en-Velay |  | Complexe Sports Académie Montévrain |
| 13 mai 2017 17h30 | Score par quart-temps : 18-7, 16-10, 4-14, 16-11  |             |                                        |                    |  | Complexe Sports Académie Montévrain |
| 13 mai 2017 17h30 | Score par mi-temps : 34-17, 20-25                 |             |                                        |                    |  | Complexe Sports Académie Montévrain |
| 13 mai 2017 17h30 | L. Hardouin 20 M. Bellers 18 Koti-Bingo, Pliska 6 | Points      | K. Megrini, B. Ayache 13 Z. Challat 10 |                    |  | Complexe Sports Académie Montévrain |

3e place
| 14 mai 2017 10h30 |                                                    | Hyères HC | 72-75                                     | AH Le Puy-en-Velay |  | Complexe Sports Académie Montévrain |
| 14 mai 2017 10h30 | Score par quart-temps : 16-11, 21-20, 14-25, 21-19 |           |                                           |                    |  | Complexe Sports Académie Montévrain |
| 14 mai 2017 10h30 | Score par mi-temps : 37-31, 35-44                  |           |                                           |                    |  | Complexe Sports Académie Montévrain |
| 14 mai 2017 10h30 | N. Jouanserre 18 D. Mosler 16 I. Toscano 13        | Points    | K. Megrini 29 A. Boughania, Z. Challat 15 |                    |  | Complexe Sports Académie Montévrain |

Finale
| 14 mai 2017 13h00 |                                                    | CS Meaux BF | 79-78                                     | Hornets Le Cannet |  | Complexe Sports Académie Montévrain |
| 14 mai 2017 13h00 | Score par quart-temps : 19-19, 24-18, 18-22, 18-19 |             |                                           |                   |  | Complexe Sports Académie Montévrain |
| 14 mai 2017 13h00 | Score par mi-temps : 43-37, 36-41                  |             |                                           |                   |  | Complexe Sports Académie Montévrain |
| 14 mai 2017 13h00 | A. Cayol, M. Bellers 21 O. Pliska 16               | Points      | A. Ramonet 27 N. Guedoun 20 C. Carlier 19 |                   |  | Complexe Sports Académie Montévrain |

## Parcours des clubs français en Coupe d'Europe
La France dispose à l'origine d'un total de 8 équipes engagées, mais avec deux spots de moins en Euroligue 2, puisque CAPSAAA a été remplacé par Marseille, qui intègre l'Euroligue 3 pour sa première participation à une compétition européenne, et que l'équipe de Toulouse est directement qualifiée pour la phase finale de l'EuroCup 2 en tant qu'organisateur. Meylan assure sa place en Euroligue 2 malgré sa relégation en championnat de France de Nationale B la saison précédente. Finalement CAPSAAA est repêché en Euroligue 3 après le forfait des Grecs d'ALexander the Great'94, ce qui porte le nombre d'équipes françaises engagées à 9.
| Club               | Ranking IWBF 2016 | Tour préliminaire Euroligue | Tour préliminaire Euroligue | Tour final EuroCup          | Tour final EuroCup           |
| ------------------ | ----------------- | --------------------------- | --------------------------- | --------------------------- | ---------------------------- |
| CS Meaux BF        | 9                 | Euroligue 1 (groupe A)      | 3e (2V - 2D)                | Coupe André Vergauwen (EC2) | 7e (1V - 3D)                 |
| Hyères HC          | 13                | Euroligue 1 (groupe C)      | 2e (2V - 2D)                | Champions Cup (EC1)         | 1/4 de finale : 3e (1V - 2D) |
| Hornets Le Cannet  | 17                | Euroligue 1 (groupe B)      | 5e (0V - 4D)                | Coupe Willi Brinkmann (EC3) | Champion (5V - 0D)           |
| Toulouse IC        | 19                | Qualification directe       | Qualification directe       | Coupe André Vergauwen (EC2) | 8e (0V - 4D)                 |
| LDG Bordeaux       | 36                | Euroligue 2 (groupe B)      | 5e (0V - 4D)                | Élimination                 | Élimination                  |
| Meylan Grenoble HB | 38                | Euroligue 2 (groupe C)      | 5e (0V - 4D)                | Élimination                 | Élimination                  |
| CTH Lannion        | 39                | Euroligue 2 (groupe D)      | 4e (1V - 3D)                | Élimination                 | Élimination                  |
| CAPSAAA Paris      | 43                | Euroligue 3 (groupe B)      | 4e (1V - 3D)                | Élimination                 | Élimination                  |
| HSB Marseille      | NC                | Euroligue 3 (groupe B)      | 1er (3V - 1D)               | Challenge Cup (EC4)         | 6e (1V - 3D)                 |